# Aplochlora similis
Aplochlora similis är en fjärilsart som beskrevs av Reginald James West 1929.
Aplochlora similis ingår i släktet Aplochlora och familjen mätare. Inga underarter finns listade i Catalogue of Life.